# Остальгія
Остальгія (нім. Ostalgie, від Osten — схід і Nostalgie — ностальгія) — сучасний німецький соціально-політичний термін, ностальгія за НДР. Протилежним поняттям є вестальгія (ФРН). У ширшому сенсі остальгія — це ностальгія за соціалістичним минулим в країнах так званого соціалістичного табору, наприклад за Югославією чи СРСР. Термін постає часом як культурний феномен німецької самоідентифікації. Існує протиставлення людей за укладом і культурою: «оссі» (східняки) і «вессі» (західняки). Прихильність своїй культурі виражається, зокрема, у виборі характерних товарів «остальгі», фільмів і їх персонажів, прихильності соціалістичній символіці, та інше.
Термін запроваджено східнонімецьким стендап-коміком Уве Штаймле в 1992 году. Соціолог Томас Ахбе стверджує, що термін «осталгія» часто хибно сприймається, як небажання інтегруватися, бунт із метою скасувати возз'єднання Німеччини та відновити НДР. Однак «остальгія» — це скоріше стратегія інтеграції, що використовується східними німцями, які хотіли зберегти свій власний оригінальний досвід, спогади та цінності, несумісні з цінностями західнонімецької більшості.
Як і в інших випадках комуністичної ностальгії, існують різні мотиви, чи то ідеологія, націоналізм, туга за втраченим почуттям соціального статусу чи стабільності, або навіть естетика чи іронія.

## Історія
Остальгія — це складний термін, який слід описувати як просту емоцію ностальгію. Оскільки Ostalgie відноситься до історії холодної війни, то краще розглядати цей термін у контексті історії та нинішнього впливу на суспільству; при цьому значення цього терміна стає зрозумілішим.
Поділ Німеччини на Східну та Західну частину протягом понад 35 років спричинив формування різних ідентичних цінностей між двома регіонами. Попри спільну мову та історію, капіталістична ФРН та соціалістична НДР різнилися за багатьма очевидними політичними, економічними та культурними параметрами; таким чином, відповідні товариства сповивали культурні ідентичністі, характерні для кожного регіону. Ці відмінності, що існували раніше, проявилися під час і після процесу возз'єднання, себто падіння берлінського муру.

## Ефект
Після падіння Берлінської стіни в 1989 році і подальшого возз'єднання Німеччини, багато символів Німецької Демократичної Республіки були зметені. Процес об'єднання породив почуття образи та ностальгії серед колишніх громадян НДР. Вони відчували себе пригніченими процесом об'єднання, який прирівнювали до колоніального захоплення. Одним з головних питань Ostalgie було безробіття. Офіційно безробіття в НДР не існувало, але після возз'єднання ця гарантія зайнятості зникла, з чого проблема стала астрономічною, становлячи близько 20% робочої сили незайнятої. Соціальний захист, який забезпечував робоче місце у НДР, був у центрі уваги «Остальгії». Єва Колінська визначає возз'єднання як рису невдоволення східних німців. Масовий досвід безробіття став ключовим постулатом заново сформованої східнонімецької ідентичності, заснованої на колективному досвіді втрати роботи та економічній руйнації регіону. Згодом багато хто створив ретроспективний образ НДР як стабільного та дбайливого середовища. Вважалося, що об'єднання відбулось на шкоду їхнім інтересам та призвело до ізоляції і відчудження, де східні німці почувались як громадян другого гатунку.
Возз'єднання становило особливу проблему для жінок. Особливо це стосувалося працевлаштованих, які в НДР користувалися організованою охороною здоров'я та рівною заробітною платою, а після die Wende зіткнулися з найбільшим безробіттям. Приблизно 70% східнонімецьких жінок втратили роботу після 1990 року. Жінки звільнялися швидше, ніж чоловіки, а також страждали від наслідків розвалу державних дитячих установ, і традиційні ідеали жіночого домашнього господарства та споживчого відношення були відновлені після того, як держава кинула їм виклик у НДР.
Остальгія відбивалась і на товарному споживанні. Майже всі продукти під марками НДР (DDR німецькою мовою) зникли з магазинів та були замінені західними товарами. Однак через деякий час багато східних німців почали нудьгувати за деякими аспектами свого колишнього життя (наприклад, за культурою або відомими торговими марками). Ostalgie, зокрема, відноситься до ностальгії за тими аспектами звичайного повсякденного життя та культури в колишній НДР, які зникли після возз'єднання.